# Fuerza Aérea de Heyaz

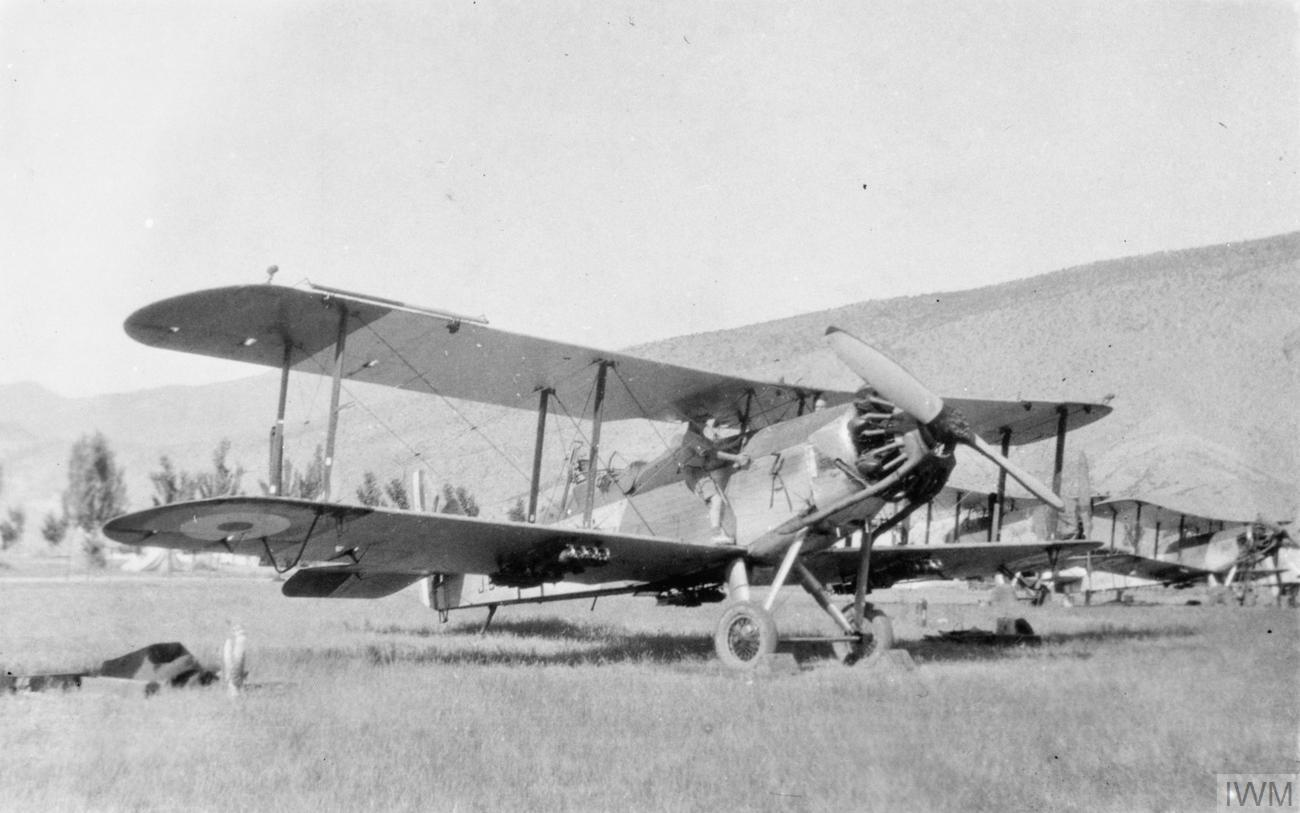

La Fuerza Aérea de Heyaz (en árabe: القوات الجوية الحجازية‎) o Cuerpo Aéreo de Heyaz era la fuerza aérea del efímero Reino de Heyaz y su sucesor el Reino de Heyaz y Néyed. Reclamada para ser la fuerza aérea más vieja en la península arábiga, el servicio era una entidad muy pequeña, contando como máximo nueve aeronaves en cualquier tiempo. Operó intermitentemente entre 1921 y 1932, con escasez de personal y aviones, ya que a menudo sólo dos aeronaves eran operativas en cualquier tiempo. El personal provino de muchas naciones, con los pilotos que provenían de Alemania, Grecia, Italia, Rusia y el Reino Unido, así como del propio reino después del vuelo del primer piloto árabe, Abdul Salam Sarhan, en 1923. Proporcionó reconocimiento aéreo y bombardeo para apoyar al ejército contra Ibn Saúd durante la guerra Heyaz-Néyed, incluyendo bombardeos ataques en Yedda y La Meca. Su sucesora es la Real Fuerza Aérea Saudí.

## Historia

### Fundación

Bandera del Reino de Heyaz

El 3 de enero de 1917, las Potencias Aliadas de Francia, Italia y el Reino Unido reconocieron a Huséin bin Ali como el primer Rey del Heyaz. Este había sido un aliado de las Potencias Aliadas durante la Primera Guerra Mundial desde el 10 de junio de 1916, cuando lanzó la batalla de La Meca contra las fuerzas del Imperio otomano, el primer ataque de la Revuelta Árabe, en un intento de forjar un estado árabe independiente en la península arábiga. El nuevo monarca había visto la efectividad del poder aéreo, particularmente el uso de reconocimiento en apoyo de tropas por la Brigada Palestina del Real Cuerpo Aéreo (Royal Flying Corps) y el bombardeo aéreo del ferrocarril del Hiyaz por el X Cuerpo de Vuelo. Pronto después del fin de la Rebelión Árabe y la conclusión del teatro mediooriental de la Primera Guerra Mundial, creó la Fuerza Aérea del Heyaz, la cual por tanto reclama para ser la fuerza aérea más vieja en la península.

## Aeronave
| Aeronave                  | Imagen | Origen                      | Tipo              | Primera entrega         | El total entregó | Notas |
| ------------------------- | ------ | --------------------------- | ----------------- | ----------------------- | ---------------- | --- |
| Airco DH.9                |        | Reino Unido                 | Bombardero        | 6 de agosto de 1921     | 9                | Recibido por tandas en 1921, 1924 y 1925.                                                                          |
| Airco DH.9C               |        | Reino Unido                 | Bombardero        | 22 de noviembre de 1924 | 2                | Utilizado por el Reino de Heyaz contra el Sultanato de Néyed.                                                      |
| Armstrong Whitworth F.K.8 |        | Reino Unido                 | Bombardero        | 6 de agosto de 1921     | 2                | Recibido por el Reino de Heyaz del Reino Unido.                                                                    |
| Caudron G.3               |        | Italia ( licencia francesa) | Propósito general | 16 de agosto de 1921    | 4                | La primera aeronave volada por la Fuerza Aérea. Recibido por el Reino de Heyaz de Italia.                          |
| Fiat SIA.5                |        | Italia ( licencia francesa) | Entrenador        | 16 de agosto de 1921    | 2                | Adquirido por el Reino de Heyaz de Italia.                                                                         |
| Westland Wapiti           |        | Reino Unido                 | Propósito general | 4 de enero de 1930      | 4                | La aeronave utilizada por el Reino de Heyaz y Néyed. Un ejemplo preservado en el Museo de Aviación Saqr Al-Jazira. |